# Jordi Casamitjana

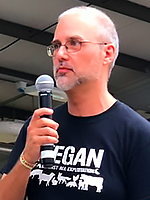
Jordi Casamitjana durante una charla que realizó en el Vegan Camp Out en 2019

Jordi Casamitjana (nacido en 1964) es un zoólogo, defensor de la protección de los animales y activista por los derechos de los animales.

## Biografía
Casamitjana nació en Cataluña en 1964 pero es un ciudadano británico que vive en Reino Unido desde 1993. Se identifica como un vegano ético. En abril de 2018, fue despedido de la League Against Cruel Sports (en castellano "Liga contra los deportes crueles", LACS) después de que reveló a sus compañeros que ésta invertía en empresas relacionadas con la experimentación con animales. Casamitjana afirmó que la decisión de LACS de despedirle se basaba en su creencia ética vegana. LACS afirmó que fue a causa de una mala conducta grave. Jordi Casamitjana emprendió acciones legales contra LACS, que terminó en un acuerdo extrajudicial a su favor. El histórico caso confirmó que el veganismo ético está protegido por la Equality Act 2010 ("Ley de igualdad de 2010") en Reino Unido como creencia filosófica. Ésta fue la primera vez que la creencia específica del veganismo ético ha sido reconocida y protegida legalmente en cualquier jurisdicción del mundo. También es autor del libro Ethical Vegan: en Personal and Political Journey to Change the World.

## Activismo
Estuvo fuertemente implicado en los primeros enjuiciamientos exitosos bajo la Ley de la Caza de Inglaterra y el País de Gales (Hunting Act 2004) y en la abolición de las corridas de toros en Cataluña.
Casamitjana fue uno de los testigos expertos ante varios parlamentos durante los debates que llevaron a la aprobación con éxito de diferentes legislaciones de protección animal. Por ejemplo, el 3 de marzo de 2010 habló como etólogo ante la Comisión de Medio Ambiente del Parlamento de Cataluña por la prohibición de las corridas de toros en Cataluña. El 22 de octubre de 2014 intervino ante la Comisión de Agricultura, Ganadería, Pesca, Alimentación y Medio Ambiente del Parlamento de Cataluña por la prohibición del uso de animales salvajes en los circos. El 13 de noviembre de 2016, habló ante la Comisión de Cambio Climático, Medio Ambiente y Asuntos Rurales de la Asamblea de Gales para la prohibición de las trampas.  El 21 de mayo de 2019, habló ante la Comisión de Proyecciones Públicas del Parlamento del Reino Unido por la prohibición del uso de animales salvajes en los circos.
Casamitjana también ayudó a cerrar varias colecciones zoológicas en Reino Unido como parte de su campaña contra los zoológicos. Por ejemplo, el zoológico de Glasgow y varios pequeños zoológicos en el condado escocés de Fife.
Casamitjana ha trabajado como consultor independiente de protección de los animales, investigador encubierto y escritor, y como empleado de los departamentos de campaña de diversas organizaciones de protección animal, incluido el Monkey Sanctuary (Wild Futures), la Born Free Foundation, la League Against Cruel Sports, CAS International, el International Fund for Animal Welfare (IFAW) y Personas por el Trato Ético de los Animales (PETA) Reino Unido.

## Obras seleccionadas

### Libros
- The Demon's Trial (2006)[30]
- Ethical Vegan: A Personal and Political Journey to Change the World (2020)[31]

### Artículos académicos
- Eco-ethological Aspects of Polistes (Hymenoptera:Vespidae) in Catalonia (I): Study of the Nest Location of a Semi-urban Population of Polistes dominulus Christ, 1791. Ses.Entom.ICHN-SCL, VI (1989): 87-96'[32]
- Ecoethological Aspects of Polistes (Hymenoptera:Vespidae) in Catalonia (II): Study of a Population of Polistes omissus Weyrauch 1939, in a Strelitzia reginae plantation. Ses.Entom. ICHN-SCL, VII (1991): 59-65[33]
- The vocal repertoire of the Woolly Monkey Lagothrix lagothricha. Bioacoustics, 13 (2002): 1-19[34]